# ジョン・プレスパー・エッカート
プレス・エッカート（Pres Eckert）ことジョン・アダム・プレスパー・エッカート・ジュニア（John Adam Presper Eckert Jr.、1919年4月9日 - 1995年6月3日）は、アメリカ合衆国の電気工学者であり、コンピュータの先駆者である。ジョン・モークリーと共に、世界初の汎用電子デジタルコンピュータ・ENIACを設計し、EDVACの開発に従事しノイマン型アーキテクチャ（現在 主流のアーキテクチャ）の着想者のひとりとなり、その後、アメリカ合衆国初の商用コンピュータであるUNIVAC Iを設計した。

## 教育
エッカートはフィラデルフィアの裕福な不動産業者ジョン・エッカートの子として生まれ、フィラデルフィアのジャーマンタウン地区の大きな家で育った。小学校時代、彼はウィリアム・ペン・チャーター・スクールへ自家用車で運転手に送られて通学した。高校では、フィラデルフィアの技術者クラブに参加し、チェスナットヒルの発明家フィロ・ファーンズワースの実験室で午後を過ごした。カレッジボード試験では数学で全米2位だった。
エッカートは当初ペンシルベニア大学経済学部（ウォートン・スクール）に入学し、両親の勧めでビジネスを勉強したが、1937年には電気工学部（ムーア・スクール）に転部した。1940年、エッカートが21歳のとき、最初の特許である「光変調法と装置」を申請した。ムーア・スクールでは、レーダーのタイミングの研究に従事し、ムーア・スクールの微分解析機の速度と精度を改善し、1941年には戦争省がムーアスクールを通じて提供した訓練である工学・科学・戦争管理訓練プログラム(ESMWT)の夏季電子工学コースの指導を支援した。

## ENIACの開発
当時近くのアーサイナス大学の物理学科長だったジョン・モークリーは、ESMWTの夏季電子工学コースを受講していた。翌年の秋にはムーアスクールで教職を務めた。モークリーの、砲弾の弾道表を計算するため、微分解析機より何倍も速く正確な真空管を使った電子デジタル計算機を構築するという提案は、ムーアスクールの陸軍リエゾンだったハーマン・ゴールドスタイン中尉の興味を引き、1943年4月9日にアバディーン性能試験場での会議で正式に発表された。ムーアスクールが提案した計算機の構築について契約が締結され、その装置はENIACと命名された。エッカートはプロジェクトのチーフエンジニアになった。ENIACは1945年末に完成し、1946年2月に一般に公開された。

## 起業
1946年3月、エッカートとモークリーは、大学で開発された知的財産権の譲渡をめぐる紛争でムーアスクールを去った。その年、ペンシルベニア大学は、後援した研究の知的純度を保護するための新しい特許ポリシーを採用した。それによれば、彼らが3月以降も大学に在籍した場合、全ての特許を大学に譲渡しなければならなくなる。エッカートとモークリーがペンシルベニア大学と交わした合意では、エッカートとモークリーはENIACの特許権を保持しているが、大学は政府と非営利団体にライセンスを供与することができる。大学は、特許に対する商業的権利も持つように契約を変更したいと考えていた。

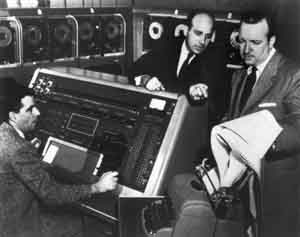
UNIVAC Iをデモンストレーションするレミントンランド社時代のジョン・プレスパー・エッカート（中央）（1952年）

翌月、エッカートとモークリーはElectronic Control Company（後のエッカート・モークリー・コンピュータ）を起業し、BINACを製造した。1950年8月から使われたこの装置の大きな進歩の1つは、データを磁気テープに保存するということである。エッカート・モークリー社は国立標準局からUNIVACの製造を受注した。
エッカートは1949年にハワード・N・ポッツ・メダルを授与された。
エッカート・モークリー社は財政難となり、1950年にレミントンランドに買収された。1950年12月21日にUNIVAC Iが完成した。
1968年、「高速電子デジタルコンピュータの作成、開発、および改良における先駆的かつ継続的な貢献」に対してアメリカ国家科学賞を受賞した。

## その後の業績
エッカートはレミントンランドに残り、同社の重役となった。ENIACの設計者の一人だったジェフリー・チュアン・チューも招いてレミントンランド初のスーパーコンピュータであるUNIVAC LARCの開発を推し進めた。レミントンランドはスペリーランドを経て1986年にバローズに吸収合併されてユニシスとなった。
1989年、エッカートはユニシスを退職したが、同社の相談役として勤務を続けた。
彼は1995年にペンシルベニア州ブリンマーで白血病で亡くなった。
死後の2002年に、彼は全米発明家殿堂に殿堂入りした。